# Stazione di Glasgow High Street
La stazione di Glasgow High Street (in gaelico scozzese: Àrd-Shràid) è una stazione ferroviaria della città di Glasgow, in Scozia. Serve la parte orientale del centro città ed è vicina all'Università di Strathclyde e alla Cattedrale di San Mungo.

## Storia
La stazione è stata aperta nel 1866, ma è solo nel 1914 che assume la denominazione attuale. Si trova sulla North Clyde Line che collega Glasgow ad Edimburgo e dal 2015 è gestita da Abellio ScotRail, una sussidiaria di Nederlandse Spoorwegen, pur rimanendo di proprietà di Network Rail.